# Знаци смрти
Знаци или знакови смрти су медицински показатељи на основу којих лекар, патолог, судскомедицински вештак или мртвозорник утврђује смрт неке особе. 
Два специфична разлога због којих лекар мора да научи да правилно препозна знакове смрти, односно  напредак постморталних промена су:
- препознавање нормалних промена које се дешавају након смрти као различите од трауматских повреда, чиме се избегава погрешно тумачење постморталних промена за знаке насиља (на пример, ливор мортис (постмортем промена) која се генерално дешава у раном постмортем периоду не би требало да буде предмет погрешног тумачења  контузија (траума од тупе силе)

- процена времена од смрти на основу постморталних промена

## Врсте знакова смрти
На оснву својих доказних вредности знаци смрти се деле на три групе: несигурни, вероватни и сигурни знаци смрти.

## Несигурни знаци смрти
У несигурни знаке смрти спадају следеће ране промене (или знаци соматске смрти) које настају у тренутку умирања или током неколико наредних минута 
| Несигурни знаци смрти                                    | Карактеристике |
| -------------------------------------------------------- | --- |
| Бесвесно стање                                           | У бесвесном стању престаје функција мозга само неколико секунди после престанка циркулације и респирације, због исхемије мождане коре. |
| Престанак дисања                                         | У току агоније дисање је неправилно, са периодима апнеје, а у агонији јако је ретко и траје дуже од 30 секунди. Дисање потпуно престаје након смрти, што доводи до губитка респираторних покрета и звукова дисања. Тест перјем и тест огледалом су неколико традиционалних тестова који се користе да се ово потврди. Међутим, ови тестови су прилично непоуздани. Одсуство респираторних звукова при аускултацији у трајању од 5 минута указује на знак смрти. |
| Губитак мотилитета, сензибилитета и рефлексне активности | Реакције умируће особе на болне надражаје се губе, као и рефлекс зеница на светлост и корнеални рефлекс |
| Престанак срчаног рада и циркулације                     | Циркулација крви и рад срца престаје након престанка дисања, док откуцаји срца могу трајати још неколико минута до потпуног престанку срчаног рада. Застој циркулације доводи до губитка пулса, што се такође може потврдити равним електрокардиограмом (ЕКГ) у болничком окружењу. Одсуство срчаних звукова при аускултацији у трајању од 5 минута указује на знак смрти. |
| Промене на очима                                         | Зенице заузимају средишњи положај, који настаје као последица неутралног положаја опуштености мишића дужице, мада се ширина зеница касније може променити због мртвачке укочености. При отвореним очним капцима након 10 минута после смрти може настати почетно замућење рожњача, због испаравања течности из ње. Код отворених очних капака делови беоњаче су изложени ваздуху и брзо испаравају и сасушују се, тако да се провиди пигмент мрежњаче, што условљава стварање троугластих сасушина беоњача непосредно уз рожњачу. Ове сасушине су прво жућкасте, потом смеђе и након неколико часова црне. |
| Млитавост мишића (примарна мртвачка млитавост)           | Због губитка нормалног тонуса (до појаве мртвачке укочености) јавља се примарна мртвачка млитавост, праћена и релаксацијом сфинктера. Овај процес одвија се у неколоко фаза: - Прво настаје примарна мртвачка млитавост као последица престанка нервне стимулације мишића, али у ткивима има још гликогена за синтезу АТП-а неопходног за релаксацију мишића. - Затим се развија мртвачка укоченост јер се све вше исцрпљују залихе гликогена и немогућа је релаксација мишића. - На крају се јавља секундарна млитавост која произилази из трулежних промена и распадања ткива и веза.                    |

## Вероватни знаци
Вероватни знаци или лешне особине јављују се током првих часова након умирања и носе овај назив јер нису увек сигурни знаци смрти – неки од њих (нпр. мртвачке мрље) могу се појавити још у завршној фази агоније (несигурни знак), нарочито ако она дуго траје.
| Вероватни знаци смрти или лешне особине | Карактеристике |
| --------------------------------------- | --- |
| Мртвачка укоченост                      | Развија након што се у ткивима утроше све залихе гликогена што онемогућава релаксацију мишића. Мртвачка укоченост у скелетним мишићима појављује се после 2 до 3 часа (претходи јој примарна мртвачка млитавост) и захвата све мишиће после 6 до 12 часова. Ишчезава после 36 часова (наступа секундарна мртвачка млитавост услед трулежних промена). Ако се насилно уништи, укоченост ће се поново створити ако је била у фази формирања |
| Мртвачко бледило                        | Јавља се у горњим деловима тела. |
| Мртвачке мрље                           | Јављају се у доњим ненаслоњеним пределима тела. Оне се назиру после 20 до 30 минута јасно су изражене после 60 минута,почињу се међусобно сливати после 120 минута и напокон након 12 до 24 сата потпуно су изражене. Мртвачке мрље губе се на притисак прстом до 20 часова а на притисак ножем до 36 часова од смрти. |
| Мртвачка хладноћа                       | Настаје као последица хлађења тела због престанка метаболичких процеса и продукције топло у њему. Тело се хлади у просеку 1 °Ц/1 сат у идеалним условима (нпр на температури околине од 20 °Ц ), површина тела хлади се у просеку за 12 сати, а цело за 20-30 сати). Први знаци хлађења јављују се 1 до 2 часа после смрти док се површина тела охлади за око 8 до 12 часова. Тело умрле особе се хлади до температуре околне средине. Брзина хлађења зависи од температуре околине, влажности и струјања ваздуха, као и температуре коју је тело имало у време умирања (повишена или снижена температура). Одевености леша успорава хлађење. Такође брже се хладе лешеви деце и мршавих одраслих особа, а спорије лешеви гојазних особа. |
| Испаравање (исушивање)                  | Настаје због испаравања течности из леша и следственог исушивања, што се уопште манифестује прогресивним губљењем тежине леша, а локално сасушивањем коже и слузокожа. При отвореним очним капцима након 10 минута после смрти може настати почетно замућење рожњаче, због испаравања течности (исушења). |
| Самоварење (аутодигестија)              | Настаје услед дејства хлороводоничне киселине из желудачног сока, која може после смрти довести до самоварења и последичне руптуре зида желуца са изливањем желудачног садржаја у трбушну дупљу и дејство киселине на околне структуре као што су јетра, пречага, плућа и др. Структуре захваћене самоварењем постају мекане, љигаве, прљавомрке, тако да ове промене могу бити погрешно протумачене као знаци заживотног тровања јетким отровом. |

Три ране постморталне промене се дешавају док је тело још у свежем стадијуму пре разградње меких ткива, а то су мррвачка хладноћа, мртвачке мрље и мртвачка укоченост, које су од форензичког значаја.

## Сигурни знаци смрти
Сигурни знаци смрти или лешне промене приказани су на доњој табели:
| Сигурни знаци смрти или лешне промене | Карактеристике |
| ------------------------------------- | --- |
| Труљење                               | |
| Распадање                             | |
| Сапонификација                        | |
| Мумификација                          | Резултат је исушивања ткива и феномен је који се јавља када се леш налази у топлом и сувом окружењу. Кожа леша постаје тамна, сува и изгледа кожаста. Свеукупно тело изгледа исушено; ово у овим условима чува леш на дужи период. Може се јавити на лешу у целини или на локализованим деловима као што су екстремитети или језик. |
| Мацерација                            | |

## Клинички значај
Иако се ране и касне постморталне промене у традиционалним уџбеницима најављују као дефинитивни знаци смрти, у практичној стварности, оне нису критеријуми у разматрању дијагнозе смрти. Ипак, непосредне постморталне промене су клинички значајне у дијагностици смрти. У контексту утврђивања смрти, стање познато као привидна смрт заслужује посебно разматрање. Привидна смрт је стање у којем се чини да је особа мртва јер су витални услови на тако ниском нивоу да су минимално компатибилни са животом. Ово стање се може јавити код особе која је изважена из воде или код хипотермије. У таквим ситуацијама, огромна је срамота ако лекари погрешно прогласе пацијента мртвим. Без обзира на то, литература садржи извештаје о случајевима погрешног проглашења смрти.
Ране и касне постморталне промене су значајне из форензичке перспективе првенствено у процени времена од смрти или постмортем интервал (ПМИ).
Форензички значај
Постмортем интервал (ПМИ) је време које је протекло од смрти особе до проналаска, кључно је средство у форензичким истрагама јер пружа процењено време од смрти, кључно је у судским случајевима и може чак да инкриминише или ослободи осумњиченог.
Разумевање изгледа и прогресије постморталних промена је од суштинског значаја за процену ПМИ. Што се раније нађе леш, то ће вероватно бити тачнија процена ПМИ. Једном када се леш подвргне труљењу, ПМИ се може дати само као груби опсег јер многе варијабле утичу на брзину ових промена. Процена ПМИ не би требало да се заснива само на једној постмортем промени. Уместо тога, све постмортем промене треба узети у обзир заједно у формирању мишљења о времену од смрти. Разуман форензички патолог никада неће дати процену конкретног „времена смрти“, већ ће понудити само низ процена „времена од смрти“. 
Друго, лекар такође треба да буде свестан постморталних промена како би се избегло погрешно тумачење ових налаза као знакова физичког насиља или неприродне смрти. Није неуобичајено да емоционално набијени законски наследници покојника или припадници лаичке јавности погрешно тумаче постморталну ливидност као контузију, посебно у случајевима када они не виде смрт, упркос тврдњама форензичког патолога.
Нетачна мишљења из погрешне интерпретације обдукционих промена за трауматске повреде током обдукције могу довести у заблуду истрагу у погрешном правцу и довести до непотребних испитивања која могу чак завршити и неостваривањем правде.